# 2630 Hermod
2630 Hermod је астероид главног астероидног појаса чија средња удаљеност од Сунца износи 3,078 астрономских јединица (АЈ).
Апсолутна магнитуда астероида је 11,8.